# USS Endurance (AMc-77)
USS Endurance (AMc-77) – trałowiec typu Accentor. Pełnił służbę w United States Navy w czasie II wojny światowej.
Jego stępkę położono w Gibbs Gas Engine Co. w Jacksonville. Zwodowano go 19 czerwca 1941. Wszedł do służby 11 października 1941.
W czasie wojny pełnił służbę na Atlantyku w pobliżu wschodniego wybrzeża USA w 10. Dystrykcie Morskim.
Wycofany ze służby 6 grudnia 1945. Przekazany Maritime Administration 7 lipca 1947.